# Гельмут Роледер
Гельмут Роледер (нім. Helmut Roleder, нар. 9 жовтня 1953, Фрайталь) — німецький футболіст, що грав на позиції воротаря за клуб «Штутгарт», у складі якого ставав чемпіоном Німеччини, а також національну збірну Німеччини.

## Клубна кар'єра
У дорослому футболі дебютував 1972 року виступами за «Штутгарт», а з 1975 року став основним голкіпером команди. Захищав її кольори протягом усієї своєї кар'єри гравця, що тривала шістнадцять років. У сезоні 1983/84 допоміг «Штутгарту» здобути титул чемпіонів Німеччини.

## Виступи за збірну
1984 року провів свій перший і останній матч у складі національної збірної ФРН. Того року був учасником чемпіонату Європи у Франції, де, утім, на поле не виходив, був одним з резервістів Гаральда Шумахера.

## Титули і досягнення
- Чемпіон Німеччини (1):

«Штутгарт»: 1983-1984